# Laura Weinstein
Laura Frida Weinstein (Bogotá, 1962 – 2 de janeiro de 2021) foi uma historiadora e ativista colombiana pelos direitos das pessoas trans. De 2010 até sua morte, coordenou o trabalho da Fundação Grupo de Ação e Apoio a Pessoas Trans (GAAT), espaço criado em 2007. 

## Biografia
Laura Weinstein nasceu em Bogotá em 1962. Passou uma dura infância, durante a qual sofreu assédio escolar. Com 17 anos de idade viajou para Israel onde estudou história judia.
Faleceu em 2 de janeiro de 2021, por complicações respiratórias, depois de ter contraído COVID-19 durante a pandemia desta doença.